# Hans-Dietrich Genscher
Hans-Dietrich Genscher (Halle, 21 marzo 1927 – Wachtberg-Pech, 31 marzo 2016) è stato un politico tedesco.
Genscher fu ministro federale dell'interno della Germania Ovest dal 1969 al 1974 e ministro federale degli affari esteri dal 1974 al 1992, con una piccola pausa di due settimane nel 1982.
Fu il ministro degli esteri e vicecancelliere di Germania che governò più a lungo nella storia del suo paese, prima col cancelliere Helmut Schmidt, socialdemocratico; poi con Helmut Kohl, democristiano.

## Biografia
Proveniente dalla Repubblica Democratica Tedesca, nel 1952, mentre un flusso incessante di emigranti dalla parte orientale dominata dai comunisti si riversava nella Germania Occidentale, Genscher si trasferì a Brema, dove divenne un avvocato.
Genscher tenne il ruolo di Ministro degli interni dal 1969 al 1974, periodo durante il quale il suo partito era partner di coalizione nei due governi di Willy Brandt. Durante il suo mandato assistette alla crisi seguita all'attentato di terroristi palestinesi alla squadra israeliana durante i Giochi Olimpici di Monaco del 1972, che condusse alla morte di tutti gli atleti (Massacro di Monaco di Baviera).
Nel Governo di coalizione di Helmut Schmidt egli tenne contemporaneamente il ruolo di Ministro degli esteri e Vice-Cancelliere. Inizialmente, la sua decisione di porre fine alla coalizione con la SPD nel settembre 1982 fu vista criticamente, con risentimento, perfino dai membri del suo partito. La forte personalità di Schmidt, infatti, riscuoteva ampio apprezzamento.
Nel '91 fu il primo Ministro degli esteri a riconoscere l'indipendenza di Slovenia e Croazia, senza essersi consultato preventivamente con gli omologhi dell'CEE.
Nel 1992 si ritirò dalla politica attiva.